# Jakob Eschenmoser

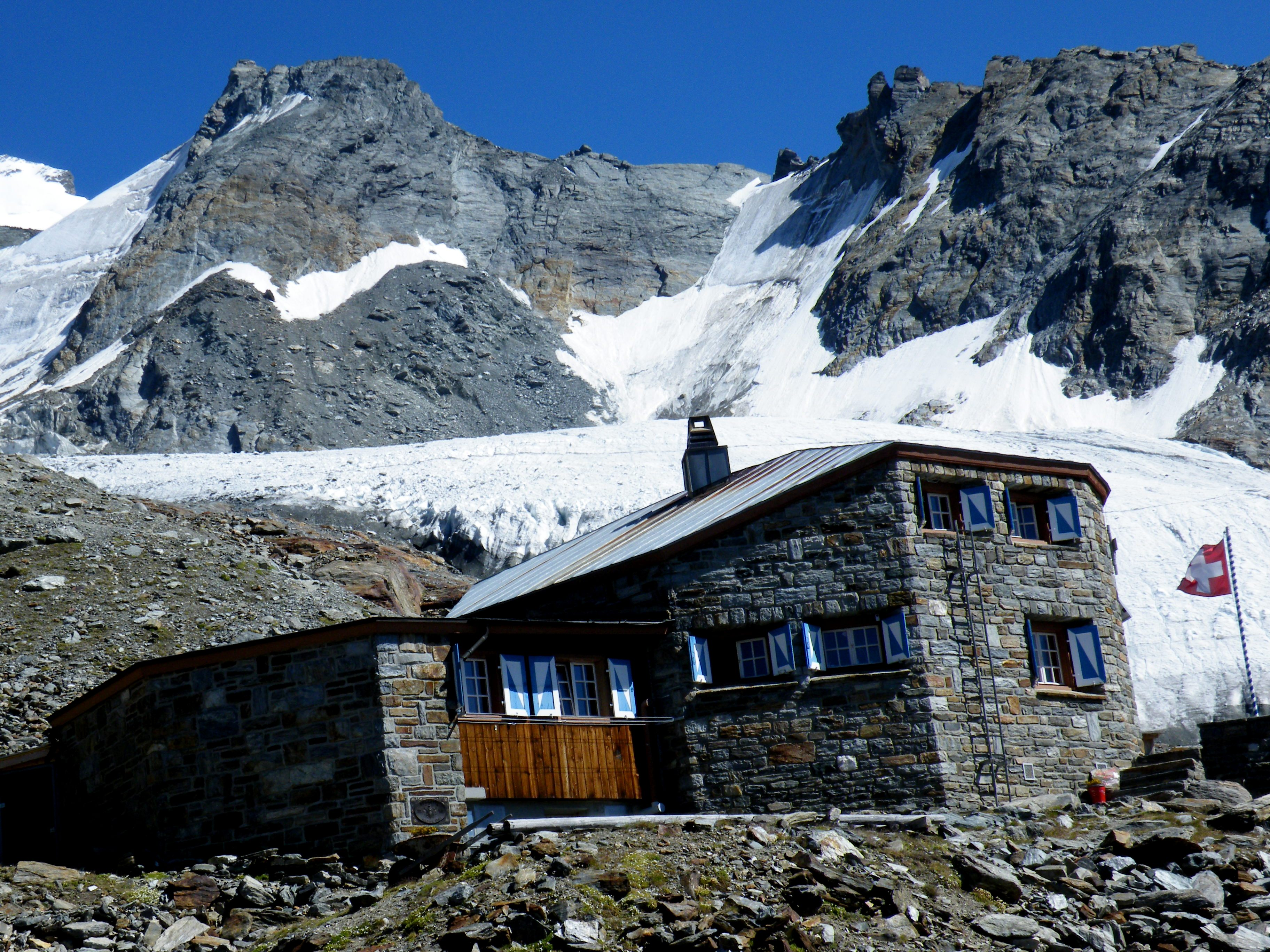
Domhütte (2010)

Jakob Eschenmoser (* 9. Januar 1908 in St. Gallen, Kanton St. Gallen; † 4. November 1993 in Zürich) war ein Schweizer Architekt und Zeichner. Er gilt als bedeutendster Schweizer Architekt für SAC-Hütten im 20. Jahrhundert.

## Leben
Eschenmoser wurde 1908 in St. Gallen geboren. In seiner Jugend erkundete er das Säntisgebiet. Nach seinem Architekturstudium arbeitete er in Zürich, wo er Mitglied der Sektion Uto des SAC wurde. Er war Mitarbeiter im Atelier von Otto Rudolf Salvisberg. Später führte er mit Georges-Pierre Dubois ein eigenes Architekturbüro.
Als Architekt konnte er Hobby und Beruf kombinieren. Als Hüttenchef der Sektion Uto erhielt er 1956 den Auftrag, eine neue Domhütte zu bauen. Es folgten weitere Aufträge für Neu- und Umbauten von SAC-Hütten. In den Jahren 1968 bis 1970 wurde er als Zentralhüttenchef ins Central-Comité des SAC berufen. Während dreissig Jahren prägte Eschenmoser die SAC-Hüttenarchitektur.

## Werk
Eschenmoser liess sich vom Glarner Architekten Hans Leuzinger und seiner Grundrissgestaltung bei der 1930 erstellten Planurahütte inspirieren und entwickelte einen neuen eigenen Hüttenbaustil. Seine schneckenförmigen, polygonalen Grundrisse boten den Schlafenden mehr Platz, und die Hütte konnte kleiner gebaut werden als jene mit rechteckigem Grundriss. Mit Materialien und Gestaltung wollte er die Hütte gut in die Landschaft integrieren.
Seine Hütten waren radikal konzipiert. So boten die Domhütte (1957) und die Bertolhütte (1975) nicht nur spannungsvolle Räume, sondern ein Maximum an Rauminhalt bei einem Minimum an Fassadenfläche.
Eschenmosers Einfluss auf die Hüttenarchitektur reichte bis in die späten 1970er-Jahre, wie beispielsweise das 1970 erstellte Biwak am Grassen zeigt.

### SAC-Hütten von Jakob Eschenmoser

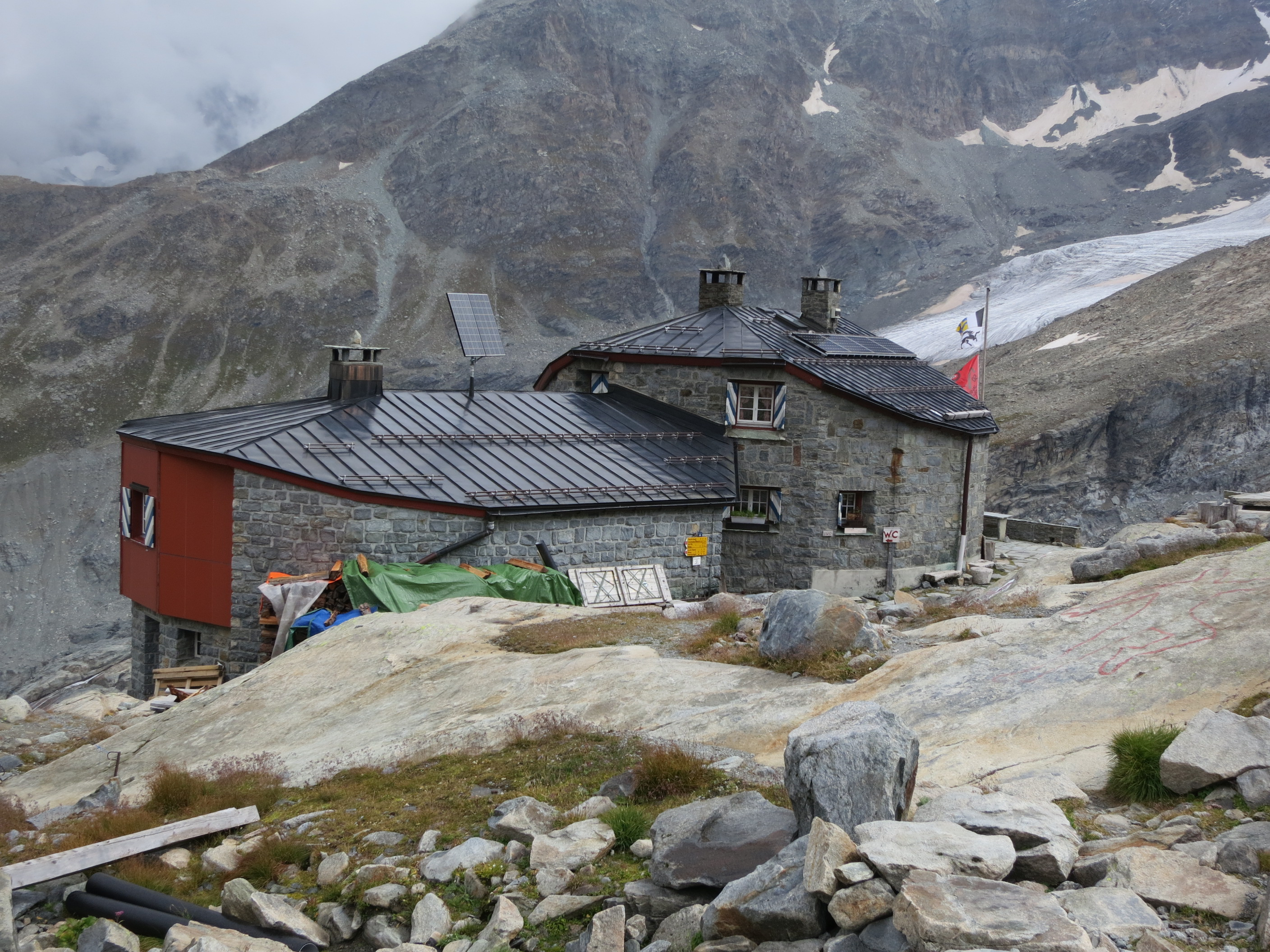
Coazhütte mit Anbau

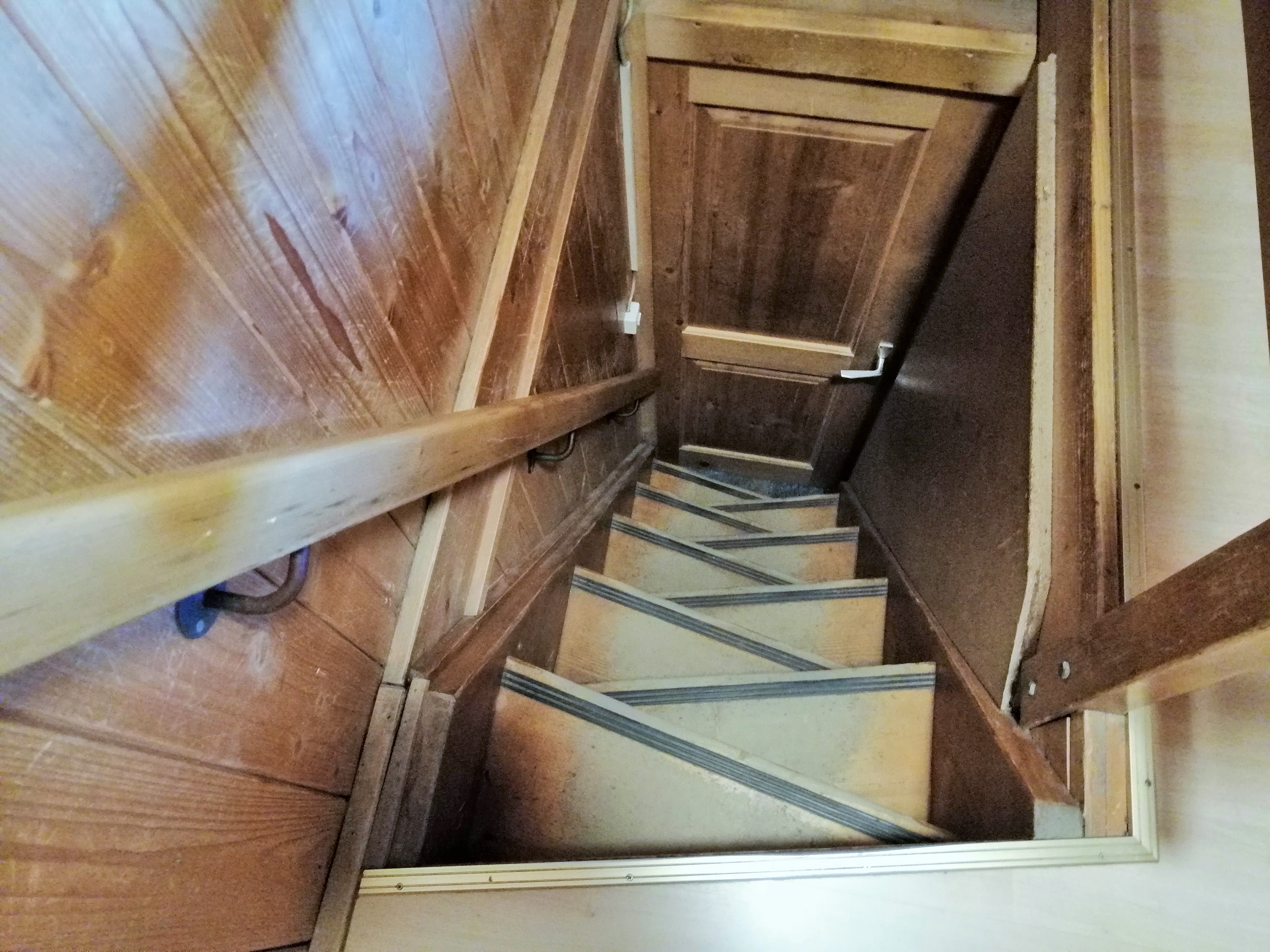
Platzsparende Treppe, Carschinahütte

- 1957 Neubau Domhütte (1978 seitlicher Anbau, 2009 Ergänzungsbau)
- 1959 Erweiterung Voralphütte (1988 zerstört durch Lawine, 1989 Neubau im gleichen Stil)
- 1961 Erweiterung Spannorthütte
- 1964 Neubau Coazhütte (1982 seitlicher Anbau)
- 1964 Neubau Bächlitalhütte (1980 Umbau, 2000 Erweiterung mit Holzbau)
- 1966 Erweiterung Salbithütte (1979 Erweiterungsbau, 1998 Umbau)
- 1967 Umbau Cadlimohütte (2002 Vergrösserung)
- 1968 Neubau Carschinahütte (1985 Umbau, 1993 Erweiterungsbau)
- 1968 Erweiterung Kesch-Hütte (2000 Abbruch und Neubau)
- 1970 Neubau Sewenhütte (1973 durch Lawine zerstört, Neubau durch Jakob Eschenmoser, Umbau 2006)
- 1970 Erweiterung Albert-Heim-Hütte
- 1970 Umbau Sustlihütte (1992 vollständig umgebaut)
- 1974 Wiederaufbau Sewenhütte
- 1974 Erweiterung Täschhütte
- 1976 Neubau Cabane de Bertol (2000 Umbau)
- 1986 Umbau Capanna di Sciora

### Schriften
- Vom Bergsteigen und Hüttenbauen. Zürich: Orell Füssli 1973, ISBN 978-3-280-00648-1.
- Von Chur ins Bergell. Skizzen zur Baukultur an alten Wegen Graubündens. Zürich: Orell Füssli 1979, ISBN 978-3-280-01128-7.
- Skizzen aus St. Gallen und Appenzell. Zürich: Orell Füssli 1985, ISBN 978-3-280-01614-5.
- Skizzen aus dem Wallis. Zürich: Orell Füssli 1983, ISBN 3-280-01406-9.
- Tessiner Skizzenbuch. Zürich: Orell Füssli 1981, ISBN 3-280-01294-5.
- Zürcher Skizzenbuch. Zürich: Orell Füssli 1980, ISBN 3-280-01232-5.
- Auf alten Saum-und Pilgerwegen der Innerschweiz. Zürich: Orell Füssli 1988, ISBN 3-280-01847-1.

## Ausstellung
- Bei der Wanderausstellung «2000 Meter über dem Alltag» im Jahr 2016 stand der Bau von Hütten und Biwaks im Mittelpunkt der 150jährigen Geschichte des Schutzhüttenbaus in den Alpen.[4]